# Саф'янівська сільська територіальна громада
Саф'янівська сільська територіальна громада — територіальна громада в Україні, у Ізмаїльському районі Одеської області. Найбільша сільська територіальна громада в Україні за кількістю населення. Адміністративний центр — село Саф'яни.
Утворена внаслідок адміністративно-територіальної реформи в Україні, шляхом об'єднання Саф'янівської сільської ради, Багатянської, Бросківської, Старонекрасівської, Каланчацької, Кам'янської, Кислицької, Комишівської, Ларжанської, Лощинівської, Матроської, Муравлівської, Новонекрасівської, Озерненської (крім села Новоозерне), Першотравневої, Утконосівської сільських рад. Перші вибори відбулися 25 жовтня 2020 року.
Загальна площа — 993 км².
Кількість населення — 43 тис. осіб.
Це багатонаціональна громада, де проживають українці, молдовани, болгари, росіяни, гагаузи, цигани, білоруси тощо.
Громада розташована на території Причорноморської низовини. Більшість громади належить до басейну річки Дунай. На заході вона межує з Ренійською міською громадою, на північному заході з Суворовською селищною громадою. На півдні територія громади обмежена річкою Дунай, якою проходить державний кордон України з Румунією та кордон із Ізмаїльською міською громадою.. Територія Саф'янівської сільської громади повністю оточує місто Ізмаїл, що утворює окрему міську громаду (окрім південної частини, де місто прилягає до державного кордону з Румунією).
15 липня 2025 року, відповідно до наказу №1151 Міністерства розвитку громад та територій України, територія громади входить до оновленого переліку територій бойових дій.  

## Географія
Громада розташована на лівому березі Кілійського гирла річки Дунай. Декілька великих островів входить до складу громади. Територія громади обмежена великими озерами Ялпуг, Кугурлуй із заходу, Китаєм, Катлабугом зі сходу, Дунаєм із півдня. Дрібні річки - Кайраклія, Ташбунар, Репіда.

## Склад громади
До складу громади входить 19 сіл: Багате, Броска, Вишневе, Дунайське, Каланчак, Кам'янка, Кислиця, Комишівка, Ларжанка, Лощинівка, Матроска, Муравлівка, Нова Некрасівка, Новокаланчак, Новокам’янка, Озерне, Саф’яни, Стара Некрасівка, Утконосівка.